# Максвелл Фрост
Максвелл Алехандро Фрост (англ. Maxwell Alejandro Frost; нар. 17 січня 1997) — американський активіст і політик-демократ, член Палати представників США з 3 січня 2023 року. Раніше був національним організаційним директором «Маршу за наші життя».
Фрост є першою людиною з покоління Z, обраною до Конгресу США, і другою, народженою в 1990-х роках (після Медісона Которна).

## Раннє життя
Фрост народився 17 січня 1997 року в родині пуерториканки ліванського походження та гаїтянина. Його біологічна мати мала кількох дітей і зазнавала насильства. Його усиновили немовлям; його прийомна мати — вчителька спеціальної освіти, яка емігрувала до Сполучених Штатів з Куби на одному з рейсів Freedom Flights, а його прийомний батько — музикант із Канзасу. Фрост ідентифікує себе афрокубинцем. У червні 2021 року він відновив зв'язок зі своєю рідною матір'ю . Фрост відвідував школу мистецтв округу Оцеола в Орландо. Станом на червень 2022 року він зарахований до Валенсійського коледжу в Орландо.

## Рання кар'єра
Фрост займається організаційною діяльністю приблизно з 2012 року, коли брав участь у другій президентській кампанії Барака Обами. Він також був волонтером «Альянсу дії Ньютауна», організації, створеної у відповідь на стрілянину в початковій школі Сенді-Хук. Подіями, що вплинули на його свідомість, він називає кампанію «Захопи Волл-стріт», різанину в середній школі Колумбайн, убивство Трейвона Мартіна та стрілянину в нічному клубі в Орландо. Пізніше він працював на Берні Сандерса, Гілларі Клінтон і Маргарет Ґуд. Фрост раніше був пропалестинським активістом і дотримувався пропалестинських переконань, перш ніж змінити свою зовнішньополітичну позицію в 2022 році.
У 2016 році Фрост вцілів у збройному інциденті під час святкування Гелловіну в центрі Орландо в 2016 році.
Фрост був організатором у складі Американської спілки захисту громадянських свобод і працював над підтриманням четвертої поправки до конституції Флориди 2018 року та тиском на Джо Байдена, щоб він припинив підтримку поправки Гайда в 2019 році . Він був національним організаційним директором «Маршу за наші життя». У листопаді 2021 року Фроста заарештували на мітингу за права виборців на площі Лафаєта, який проводили Вільям Барбер II і Бен Джелос.

## Палата представників США

### Вибори
У серпні 2021 року Фрост оголосив про свою кандидатуру від Демократичної партії в 10-му окрузі Флориди. Під час первинної кампанії він випустив телевізійну рекламу спанглішем, сказавши виданню The Hill: «Латиноамериканці зараз у ситуації, коли їхньою рідною мовою є іспанська, але вони також розмовляють англійською, і, відверто кажучи, це про мене … Ми розмовляємо іспанською вдома, і я знаю, що так само роблять багато латиноамериканських сімей в окрузі».
У серпні 2022 року Фрост переміг, серед інших, сенатора штату Рендолфа Брейсі та колишніх членів Конгресу США Алана Грейсона та Коррін Браун на партійних праймеріз. З огляду на демократичний ухил округу, Фросту прогнозували перемогу на загальних виборах у листопаді; у разі обрання він мав стати наймолодшим членом Конгресу, першим членом Конгресу з покоління Z і першим афрокубинським членом Конгресу. Його підтримали численні національні та місцеві політичні діячі, у тому числі Джессі Джексон, колишній президент NAACP Бен Джелос, активістка за громадянські права Долорес Уерта та сенатори США Берні Сандерс і Елізабет Воррен. Перемога Фроста зробила його першим представником покоління Z, обраним до Конгресу.

## Політичні позиції

### Навколишнє середовище
Фрост підтримує Green New Deal. Він визначив екологічну справедливість пріоритетом своєї кампанії.

### Зброя
Фрост виступає за контроль над зброєю.

### Охорона здоров'я
Frost підтримує централізовану страхову медицину та інвестування в запобігання пандеміям.

### Кримінальне судочинство
Фрост хоче «працювати в напрямку майбутнього без в'язниці». Він підтримує декриміналізацію секс-роботи та вживання марихуани.

### Зовнішня політика
Фрост підтримує рішення ізраїльсько-палестинського конфлікту за принципом двох держав і заявив про свій намір поїхати до Ізраїлю, щоб просувати «лідерство США у встановленні миру в регіоні, який так відчайдушно потребує і заслуговує на це». Він називав себе «проізраїльським і пропалестинським». Він підтримує безумовну військову допомогу США Ізраїлю. Розкритикував Фонд мучеників Палестинської адміністрації, який виплачує компенсації сім'ям загиблих і поранених бойовиків, порівнявши це з тактикою вербування Хамасу з метою вчинення політично мотивованого насильства проти Ізраїлю. Фрост категорично виступає проти руху «Бойкот, дивестиція та санкції» (BDS), звинувачує його у приховуванні керівництва терористичних організацій і пропонує, щоб підприємства, які беруть участь у BDS, у свою чергу були позбавлені дивестовані.

#### Критика зміни пропалестинської позиції
На початку серпня 2022 року єврейський новинний вебсайт Jewish Insider опублікував кандидатську анкету Фроста із кампанії на виборах до Конгресу, яка ознаменувала раптовий розворот зовнішньополітичних позицій Фроста щодо Ізраїлю та Палестини. Фрост раніше брав участь у пропалестинському активізмі, але в анкеті він дистанціювався від свого минулого, заявляючи про агресивну позицію проти руху BDS, закликаючи до безумовної військової допомоги Ізраїлю та заявляючи про свою опозицію до антисіонізму. Пізніше його кампанія оприлюднила позиційний документ, який формалізував ці позиції.
З тих пір прогресивні групи критикували Фроста за те, що він «полишив Палестину на своєму шляху до перемоги на праймеріз Демократичної партії», тоді як його колишні пропалестинські колеги-активісти звинуватили його в обманному використанні пропалестинських позицій як «сходинки до того, щоб стати антипалестинцем», і підманюванні виборців, оскільки голосування поштою на первинних виборах вже було зроблено до його зміни політичних позицій.

## Особисте життя
Фрост розмовляє іспанською та англійською. Він джазовий барабанщик і грає на тімбалах. Його шкільний гурт Seguro Que Sí з дев'яти учасників («авжеж» іспанською) виступав на параді під час другої інавгурації Обами в 2013 році.